# Doce Mel (Bom Estar com Você)
"Doce Mel (Bom Estar Com Você)" é uma canção da artista musical brasileira Xuxa, lançada em 1986 como primeiro single de seu álbum de estreia Xou da Xuxa (1986). A faixa pop foi composta pelos produtores Claudio Rabello e Renato Corrêa em 1985 e gravada por Xuxa no ano seguinte.
Tornou-se um dos maiores sucessos da carreira da artista, foi a 4º música mais tocadas nas rádios brasileiras, no ano de 1986.

## Apresentações
Em dezembro de 1986 na Chegada do Papai Noel no Maracanã, Xuxa fez sua primeira apresentação de "Doce Mel (Bom Estar Com Você)". A cantora também, performou outras músicas no show, como "Amiguinha Xuxa", "Turma da Xuxa", "Meu Cãozinho Xuxo", "She-Ra", "Meu Cavalo Frankestein" e "Quem Qué Pão". 
Em 16 de maio de 2017 Xuxa descendo de uma nave rosa similar à nave de seu extinto programa Xou da Xuxa (1986-92), performou "Doce Mel (Bom Estar Com Você)" em seu recente programa na Rede Record, Dancing Brasil.

## Regravações
Xuxa regravou-a cinco vezes, a primeira no formato MP3 contendo vocais mais limpos do que na versão colocada no álbum físico. A segunda vez, em espanhol, "Dulce Miel" contida no álbum Xuxa Em Espanhol (1989). A terceira vez em inglês intitulada de "Do Say" contida no álbum cancelado Talk to Me (1992-93). A quarta vez para coletânea musical remixada Xuxa Festa. Sua até então última regravação foi para o show de abertura no programa Dancing Brasil.

## Formatos e faixas
- CD single

1. "Doce Mel (Bom Estar Com Você)" - 3:20